# زلزال سومطرة 2016
زلزال سومطرة 2016 هو زلزالٌ وقعَ في سومطرة الغربية في إندونيسيا بتاريخ 2 مارس 2016. وبلغت شدتهُ 7.8 على مقياس ريختر.